# Puerto de Envalira
El puerto de Envalira es el puerto de montaña con carretera más alto de los Pirineos, con 2409 metros de altura sobre el nivel del mar. Está situado en Andorra, entre las localidades de Soldeu y El Pas de la Casa, la primera perteneciente a la parroquia de Canillo y la segunda a la parroquia de Encamp. Junto con el túnel del mismo nombre, es el único acceso desde Andorra hacia Francia por carretera.

## Geografía
El puerto de Envalira conecta El Pas de la Casa, al este, único territorio de Andorra de vertiente atlántica, con el resto del país, al oeste, situado en la vertiente mediterránea. A su pie se encuentran las instalaciones fronterizas con el Estado francés, en el municipio de Porta (departamento de los Pirineos Orientales).
Las aguas de la vertiente atlántica fluyen al río Ariège, mientras que las mediterráneas lo hacen al Valira.

## Comunicaciones
La carretera que pasa por el puerto es la andorrana CG-2, que se convierte en la N22 francesa. Es la única conexión por carretera entre ambos estados y soporta una gran densidad de tráfico. El puerto de Envalira está abierto prácticamente todo el año, salvo nevadas copiosas. De hecho, se trata del puerto europeo más alto abierto todo el año.
El 29 de septiembre de 2002 entró en funcionamiento el túnel de peaje del mismo nombre, que evita las zonas más curvadas y peligrosas del puerto. Está situado a 2000 metros de altura, totalmente en territorio andorrano, y tiene 2860 metros de longitud.

## Deporte
La subida al puerto de Envalira ha figurado varias veces en las carreras ciclistas del Tour de Francia y de la Vuelta a España.
| Vertiente              | Distancia | Altitud de la salida | Altitud de la llegada | Desnivel | Pendiente |
| ---------------------- | --------- | -------------------- | --------------------- | -------- | --------- |
| desde Latour-de-Carol  | 31 km     | 1245 m               | 2407 m                | 1162 m   | 3,7 %     |
| desde Ax-les-Thermes   | 35 km     | 720 m                | 2407 m                | 1687 m   | 4,8 %     |
| desde Andorra la Vieja | 27.5 km   | 1029 m               | 2407 m                | 1378 m   | 5 %       |

### Pasos por laVuelta a España
- 2003 :  Alejandro Valverde
- 2013 :  Philippe Gilbert

### Pasos por elTour de Francia
- 1964 :  Julio Jiménez (13.ª)
- 1964 :  Federico Bahamontes  (14.ª)
- 1968 :  Aurelio González (13.ª)
- 1974 :  Raymond Delisle (15.ª)
- 1993 :  Leonardo Sierra (15.ª)
- 1997 :  Richard Virenque (10.ª)
- 1997 :  Richard Virenque (11.ª)
- 2009 :  Sandy Casar (8.ª)
- 2016 :  Rui Costa (10.ª)

## Véase también

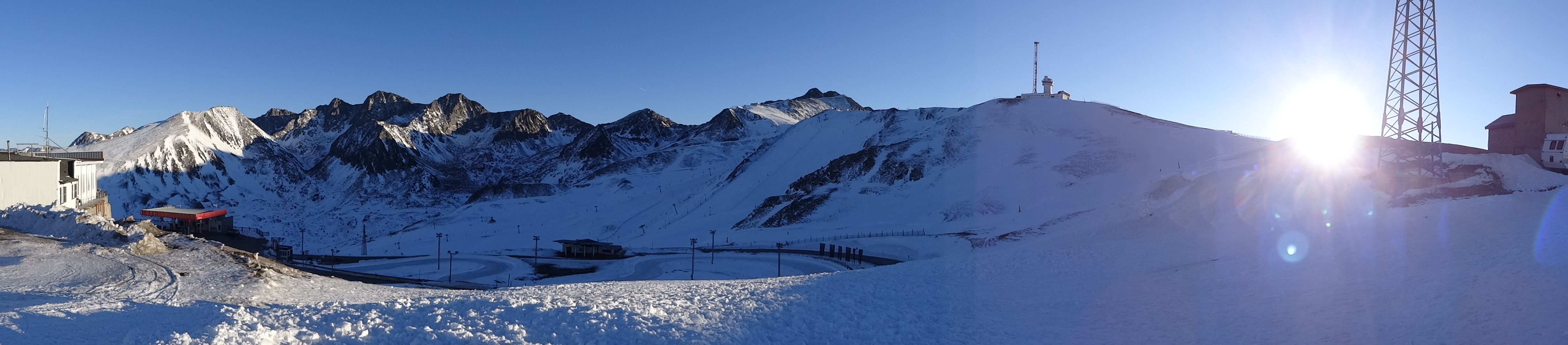
Instalaciones en la cima del puerto de Envalira.